# Simone Berriau
Pour les articles homonymes, voir Bossis.
Simone Berriau, est une comédienne, chanteuse, productrice et directrice de théâtre française, née Bossis à Touques le 21 juillet 1896 et morte dans le 10e arrondissement de Paris le 26 février 1984.

## Biographie
Née dans le Calvados, Simone Blanche Eugénie Bossis passe son enfance à Machecoul (où une salle de théâtre porte aujourd'hui son nom), en Loire-Atlantique. À quinze ans, elle part au Maroc, emmenée par le fils d'un châtelain, mais épouse finalement le colonel Henri Berriau, bras droit du maréchal Lyautey et créateur du service des Affaires indigènes et des renseignements. Celui-ci meurt en 1918. De ce mariage naît quelques mois plus tard une fille, Henriette Berriau, qui deviendra comédienne sous le nom d'Héléna Bossis (le nom de sa mère étant ainsi son pseudonyme), avant de prendre la direction du théâtre de sa mère, après la mort de cette dernière.
Après la naissance de sa fille, Simone Berriau quitte le Maroc pour retourner en France. Grâce à la famille Lyautey, elle fait la connaissance de Rose Caron, chanteuse et grande amie de Georges Clemenceau. Cette dernière, découvrant la qualité de sa voix de soprano, lui donne les leçons de chant nécessaires à son entrée à l'Opéra-Comique. Après avoir débuté le 12 juillet 1923 sous le nom de « Simone Berry » dans Carmen de Georges Bizet, elle y interprète entre autres La Bohème de Giacomo Puccini aux côtés de Lauri Volpi, Le Roi d'Ys d’Édouard Lalo et surtout Pelléas et Mélisande de Claude Debussy.
En 1934, Simone Berriau achète le domaine viticole de Mauvanne à Hyères, où elle reçoit de nombreuses personnalités, hommes d'État comme le pacha de Marrakech Thami El Glaoui (avec lequel elle entretient une liaison), ou artistes comme Charlie Chaplin, Louis Jouvet, Colette et Cécile Sorel. Elle fonde par la suite un complexe immobilier, à l'origine réservé aux acteurs, sur la commune d’Hyères, au quartier des Salins-d'Hyères : Simone Berriau-Plage.
En 1935, un problème de cordes vocales lui fait abandonner le chant : "Un soir de fête chez Maxim's, un grain de poivre lui resta au travers de la gorge. Ses précieuses cordes vocales s'enflammèrent et sa voix se cassa définitivement. Plus question de chanter l'opéra". Déjà lancée dans le cinéma, elle tourne une quinzaine de films avec les réalisateurs du moment, dont Max Ophüls qui lui offre ses deux meilleurs rôles dans Divine (1935) et La Tendre ennemie (1936). Elle fonde parallèlement une maison de production, dont Pierre Lazareff est le directeur général.
À partir de 1943, elle prend la direction du théâtre Antoine, boulevard de Strasbourg dans le 10e arrondissement de Paris. Dans sa lettre à Nelson Algren du 27 mars 1951 Simone de Beauvoir écrit qu'elle aurait été inquiétée à la libération pour sa proximité avec des officiers Allemands.Elle y crée la quasi-totalité de l’œuvre dramatique de Jean-Paul Sartre (dont les deux premières pièces, Les Mouches et Huis clos avaient été représentées respectivement en 1943 au théâtre de la Cité et en 1944 au théâtre du Vieux-Colombier). Elle produit aussi des pièces d'Albert Camus, Luigi Pirandello, Jean Cocteau, Harold Pinter, Arthur Miller, etc. et donne leur chance à de jeunes metteurs en scène comme Peter Brook, qui signe son premier spectacle en France en  1956 avec La Chatte sur un toit brûlant de Tennessee Williams.
Dans les années 1960, elle ouvre aussi le répertoire au théâtre de boulevard avec Marcel Achard, André Roussin, Robert Lamoureux ou encore  Françoise Dorin, genre dans lequel triomphent Jacqueline Maillan, Paul Meurisse, Jean Le Poulain ou encore Maria Pacôme.

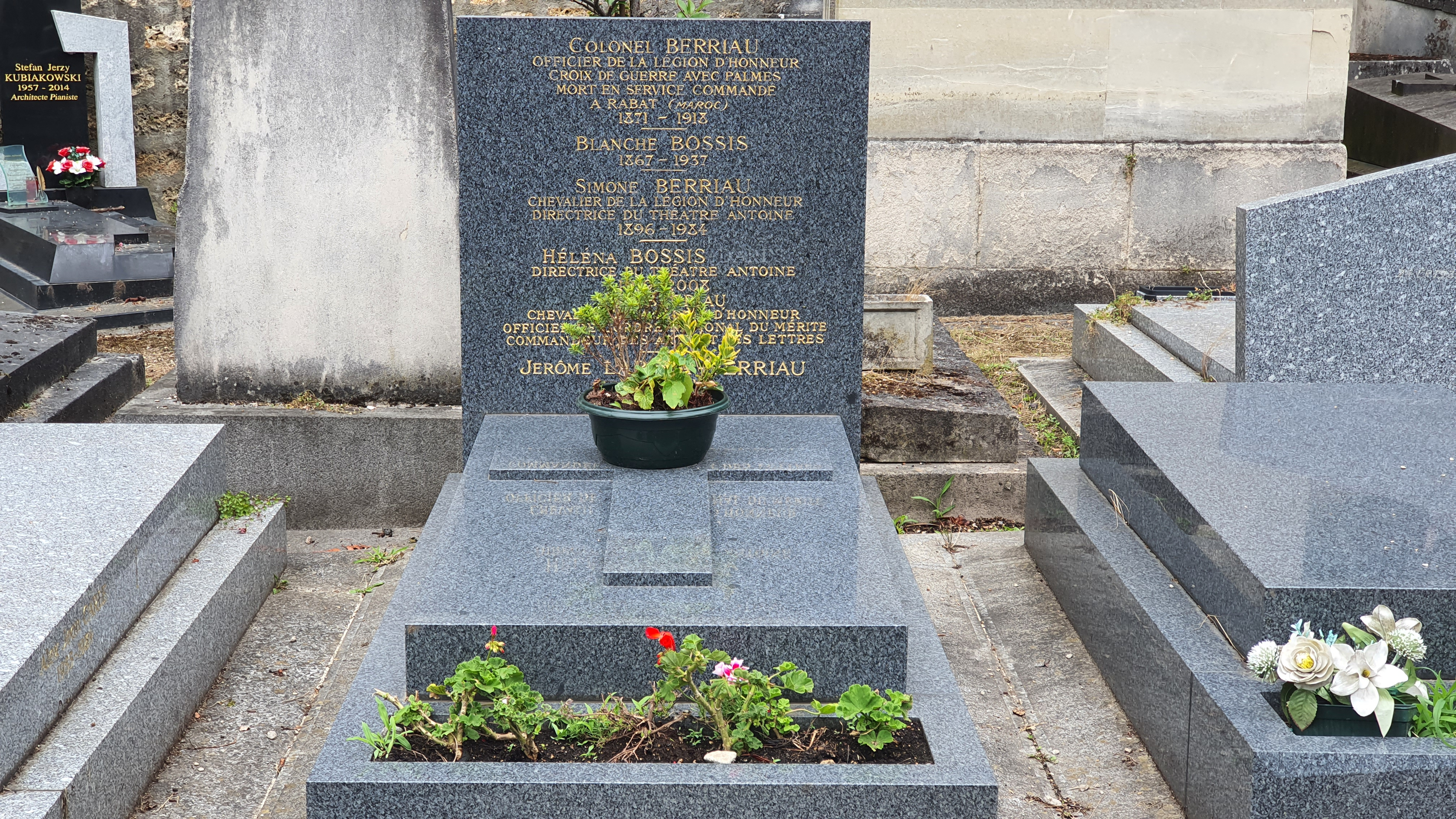
Sépulture de Simone Berriau à Montmartre.

Elle meurt le 26 février 1984 dans son théâtre, la veille de la générale du spectacle Nos premiers adieux de et avec Roger Pierre et Jean-Marc Thibault. Elle est inhumée au cimetière de Montmartre (5e division, 12e ligne).
Mariée deux fois, elle a été la compagne du chef d'orchestre Albert Wolff, du dramaturge et scénariste Yves Mirande et de l'écrivain Maurice Guénot.

## Théâtre

### Opéra-Comique
- 1923 : Carmen de Georges Bizet : Micaëla
- La Bohème de Giacomo Puccini : Mimi
- L'Heure espagnole de Maurice Ravel : Concepción
- Le Roi d'Ys d’Édouard Lalo : Rozenn
- Madame Butterfly : Cio-Cio San
- 1931 : La Rôtisserie de la reine Pédauque de Charles Lévadé : Catherine
- 1933 : Pelléas et Mélisande de Claude Debussy : Mélisande

### Directrice du théâtre Antoine  (1943-1984)
- 1943 : À la gloire d'André Antoine de Sacha Guitry
- 1944 : Tess d'Urberville de Roger-Ferdinand d'après Thomas Hardy
- 1946 : Dix petits nègres d'Agatha Christie, adaptation française de Pierre Brive et Meg Villars
- 1946 : Morts sans sépulture de Jean-Paul Sartre (création)
- 1946 : La Putain respectueuse de Jean-Paul Sartre (création)
- 1948 : Les Mains sales de Jean-Paul Sartre (création)
- 1949 : Le Petit Café de Tristan Bernard
- 1950 : Fric-Frac d'Édouard Bourdet
- 1950 : Harvey (pièce de théâtre), avec Fernand Gravey
- 1951 : Oncle Harry de Thomas Job, adaptation de Marcel Dubois et Jacques Feyder
- 1951 : Le Diable et le Bon Dieu de Jean-Paul Sartre  (création)
- 1952 : Les Compagnons de la marjolaine de Marcel Achard
- 1953 : L'Heure éblouissante d'Ana Bonacci, adaptation d'Henri Jeanson
- 1954 : La main passe de Georges Feydeau
- 1955 : Nekrassov de Jean-Paul Sartre  (création)
- 1955 : Anastasia
- 1956 : La Famille Arlequin de Claude Santelli
- 1956 : L'Ombre de Julien Green
- 1956 : La Chatte sur un toit brûlant de Tennessee Williams
- 1957 : La Famille Hernandez de Geneviève Baïlac
- 1958 : Vu du pont d'Arthur Miller, adaptation de Marcel Aymé
- 1959 : Les Possédés de Fiodor Dostoïevski, adaptation d'Albert Camus
- 1960 : Le Zéro et l'Infini d'Arthur Koestler
- 1960 : Gigi de Colette
- 1961 : L'Idiote de Marcel Achard
- 1962 : Turlututu de Marcel Achard
- 1963 : Six hommes en question de Frédéric Dard
- 1963 : Mary-Mary
- 1964 : Machin-Chouette de Marcel Achard
- 1965 : Comme un oiseau
- 1965 : Andorre de Max Frisch (coproduction avec le théâtre de la Commune d'Aubervilliers)
- 1965 : Le Boy-friend, comédie musicale de Sandy Wilson adaptée par Jean-Loup Dabadie
- 1966 : La prochaine fois, je vous le chanterai de James Saunders
- 1966 : Se trouver de Luigi Pirandello
- 1967 : Rosencrantz et Guildenstern sont morts de Tom Stoppard
- 1967 : L'Anniversaire de Harold Pinter
- 1967 : Arlequin, serviteur de deux maîtres de Carlo Goldoni par le Piccolo Teatro di Milano
- 1968 : Un amour qui ne finit pas d'André Roussin
- 1968 : La Moitié du plaisir
- 1968 :  Trois hommes sur un cheval
- 1968 : Le Jardin des délices de Fernando Arrabal
- 1970 : Un sale égoïste de Françoise Dorin
- 1972 : Tu étais si gentil quand tu étais petit de Jean Anouilh
- 1972 : Alpha Bêta, adaptation de Marcel Moussy
- 1972 : La Soupière de et avec Robert Lamoureux
- 1972 : Le noir te va si bien de O'Hara, adaptation de Jean Marsan
- 1973 : Vol au-dessus d'un nid de coucou de Dale Wassermann, adaptation de Jacques Sigurd
- 1974 : Le Mari, la Femme et la Mort d'André Roussin
- 1974 : Le Tube de Françoise Dorin
- 1976 : Les Frères Jacques
- 1976 : Les Parents terribles de Jean Cocteau
- 1977 : Je roule pour vous de et avec Raymond Devos
- 1978 : Le Pont japonais de Leonard Spigelgass, adaptation de Pierre Barillet et Jean-Pierre Grédy
- 1980 : Une drôle de vie de Brian Clark, adaptation d'Éric Kahane
- 1980 : Une case de vide  de et avec Jacques Martin
- 1980 : Ta bouche, opérette d'Yves Mirande, lyrics d'Albert Willemetz, musique de Maurice Yvain
- 1980 : Potiche de Pierre Barillet et Jean-Pierre Grédy
- 1982 : Coup de soleil de Marcel Mithois
- 1984 : Rire à pleurer de et avec Rufus
- 1984 : Hamlet de Jules Laforgue, adaptation, mise en scène de et avec Francis Huster
- 1984 : Nos premiers adieux de et avec Roger Pierre et Jean-Marc Thibault

Source : Collection des programmes de l'Association de la régie théâtrale à la Bibliothèque historique de la ville de Paris

## Filmographie
- 1933 : Ciboulette de Claude Autant-Lara : Ciboulette
- 1934 : Itto de Jean-Benoît Lévy et Marie Epstein : Itto
- 1935 : Divine de Max Ophüls : Divine
- 1936 : À nous deux, madame la vie d'Yves Mirande et René Guissart : Lucie
- 1936 : La Tendre Ennemie de Max Ophüls : Annette Dupont, l’« ennemie »
- 1938 : Café de Paris d'Yves Mirande et Georges Lacombe : Odette
- 1939 : Derrière la façade d'Yves Mirande et Georges Lacombe : Lydia
- 1940 : Elles étaient douze femmes de Georges Lacombe : Madame Bernier
- 1940 : Moulin rouge d'André Hugon : Simone
- 1940 : Paris-New York d'Yves Mirande : Lydia de Saintonge
- 1941 : L'An 40 de Fernand Rivers : Madame Garnier
- 1942 : La Femme que j'ai le plus aimée de Robert Vernay : la veuve
- 1942 : Les Petits Riens de Raymond Leboursier : Madame Brignolles
- 1942 : Soyez les bienvenus de Jacques de Baroncelli : l’actrice
- 1951 : Les Mains sales de Fernand Rivers (en tant que productrice et coréalisatrice)

## Distinctions
- Mérite agricole pour son action dans le Midi avec son domaine viticole
- Chevalier de la Légion d'honneur